# Rocky Boy's Agency (Montana)
Rocky Boy's Agency es un lugar designado por el censo ubicado en el condado de Hill en el estado estadounidense de Montana. En el Censo de 2010 tenía una población de 355 habitantes y una densidad poblacional de 15,96 personas por km².

## Geografía
Rocky Boy's Agency se encuentra ubicado en las coordenadas 48°15′39″N 109°46′26″O / 48.26083, -109.77389. Según la Oficina del Censo de los Estados Unidos, Rocky Boy's Agency tiene una superficie total de 22.25 km², de la cual 22.23 km² corresponden a tierra firme y (0.06%) 0.01 km² es agua.

## Demografía
Según el censo de 2010, había 355 personas residiendo en Rocky Boy's Agency. La densidad de población era de 15,96 hab./km². De los 355 habitantes, Rocky Boy's Agency estaba compuesto por el 5.35% blancos, el 0% eran afroamericanos, el 94.08% eran amerindios, el 0% eran asiáticos, el 0% eran isleños del Pacífico, el 0.28% eran de otras razas y el 0.28% pertenecían a dos o más razas. Del total de la población el 1.69% eran hispanos o latinos de cualquier raza.